# Rangsang
Rangsang est une île dans le détroit de Malacca, dans la province indonésienne de Riau. Sa superficie est de 908 km². Elle est située au nord de l'île de Tebing Tinggi et à l'est des îles Karimun et Kundur.
Administrativement, Rangsang fait partie du Kabupaten des îles Meranti.